# 曼加斯 (新墨西哥州)
曼加斯（英語：Mangas）是位於美國新墨西哥州卡特倫縣的鬼鎮。

## 歷史
曼加斯的郵局於1909年設立，其後於1943年停運。

## 地理
曼加斯所處的海拔為高於海平面2248米（即7376英呎），而該地所採用的時區為UTC-7，即北美山地时区（MST）。同時該地設有夏令時間，為UTC-7調快一小時，即UTC-6（MDT）。